# ローバー・P5
ローバー・P5（Rover P5 ）はイギリスの自動車メーカー、ローバーが1958年から1973年まで製造した大型乗用車の設計コードネームおよび通称である。新車当時には正式名称の「ローバー・3リッター」並びに「ローバー・3½リッター」と呼ばれた。
保守的だが上質に仕立てられた、英国の典型的アッパーミドルクラスに当たる上級車であり、当時のローバー伝統の高品質とも相まった独特の格式で「中産階級のロールス・ロイス」とも呼ばれた。車格と量産車としての実用性を両立させていたため、イギリスの歴代首相や政府高官の公用車としても愛用された。イギリス王室は御料車・公用車としてロールス・ロイスやディムラー、オースチン・A135などの最高級車を用いたが、エリザベス女王はプライベートな足としてP5を自ら好んで運転していたことがある。
イギリスでは製造停止後、クラシックな雰囲気がありながら、現代の交通事情にも適合する性能を持ち、中古車の市場価格も比較的手頃で維持も困難でないという特長で、ヒストリックカーの愛好家から好まれるようになった。特にクーペモデルの人気が高い。

## マークI　(1958-1962年)
1958年に「ローバー・3リッター」として登場した最初のモデルである。
エンジンは直列6気筒2,995cc106馬力で、P5発売後も並行生産された従来型のローバー・P4のトップモデル「ローバー・95」の2,600ccエンジンを拡大したものであった。このエンジンは吸気側がOHV、排気側がサイドバルブ(SV)と異なる構造を持つIOE(intake/inlet over exhaust)エンジン(米国などでは「Fヘッド」と呼称)と呼ばれるSVとOHVの折衷的なレイアウトをもつエンジンであった。IOE自体は20世紀初頭から例が見られ、OHVが市場で全盛となっていた1950年代にはすでに前時代的なレイアウトとされるものであった。しかしローバーIOEエンジンは「燃焼の魔術師」と謳われた英国人エンジニア、ハリー・ウェスレイク(en:Weslake)によってデザインされ、内容は一般的なFヘッドと呼ばれるエンジンとは大きく異なっていた。傾斜したシリンダーヘッド、独特な形状のピストントップと燃焼室などを持ち、バルブの配置を含めFヘッドとは形容しがたいレイアウトをとっており、それらから構成される燃焼室形状はHEMIエンジンなどにみられる半球形(正確には逆半球形)となっていた。
実用性能は当時において必要充分であった。動力性能は当時の英国の自動車雑誌・ザ・モーターのテストによると、最高速度152.9km/h、0-60マイル加速17.1秒であった。
初期型は4輪ドラムブレーキであったが、発売後間もなく前輪はサーボ付きディスクブレーキとなり、1960年5月以降のモデルには自動変速機、オーバードライブ付きマニュアルギアボックス、パワーステアリングも注文可能となった。サスペンションは前輪がウィッシュボーンとトーションバーによる独立懸架、後輪は半楕円リーフ支持リジッドアクスルで、当時のイギリス車ではごく一般的で堅実なレイアウトであった。
1961年には細部に変更を受け「マークI-A」と呼ばれる改良型に発展し、1962年にマークIIと交代するまでに20,963台が生産された。

## マークII(1962-1965年)
1962年にP5はマークIIに発展、最高出力が129馬力に引き上げられ、サスペンションが改良された他、基本はセダンのレイアウトのままでルーフラインを6cm低めた、ユニークな4ドアの「クーペ」が追加された。マークIIは15,676台のサルーンと5,482台のクーペが生産された。

## マークIII(1965-1967年)
マークIIIではエンジン出力が再度134馬力に高められたが、マークIIとそれ以外の相違点は少ない。3,919台のサルーンと2,501台のクーペが生産された。クーペの生産台数は年を追うごとにサルーンに近づいて行く。

## P5B(1967-1973年)
P5の最終型は「マークIV」ではなく「P5B」と呼ばれたが、これは搭載するエンジンが全く新しいものであったことが理由である。
新エンジンは、元々ゼネラルモーターズ(GM)が1960年代初頭にビュイックとオールズモビル部門のインターミディエートクラス向けに開発した、比較的コンパクトで軽量なアルミ製エンジンであった。しかし、頑丈な鋳鉄製ブロックエンジンが主流のアメリカでは、専用クーラントを要するなど取り扱いが特殊なアルミエンジンは市場で評価を得られず、GMは数年後にはこのエンジンの生産を中止した。
同じ頃のローバーはレイランドグループ傘下に入っていたが、IOE直列6気筒エンジンの後継機種開発の予算に窮していたことから、GMが見放したアルミエンジンに目を付けてその製造権と生産施設を譲り受け、主に耐久性の面で改良を加えて市販化した。このローバー・V8エンジンはV型8気筒3,528ccで160馬力を発生し、燃費は良くなかったが強力で汎用性の高いエンジンであった。当初、P5と、P4の後継車となった進歩的な設計のP6の高性能版に搭載され、更には1970年には高級SUVの先駆けとなったレンジローバーにも流用されるなど、1990年代に至るまで長年、ブリティッシュ・レイランド（およびそれを改組した後年のローバー社）の大排気量車エンジンとして生産された。
V8エンジン搭載に合わせ、ボルグ・ワーナー製「BW35」型3速自動変速機とパワーステアリングが標準装備となった。外観はヘッドライト下に一対のフォグランプが追加され、黒く塗られ周辺をクロームメッキされた「ロスタイル」ホイールに履き替えた程度しか変化しなかった。多くの長期生産モデルは、年々流行を追ってマイナーチェンジを重ね、当初のデザインの魅力を失う例が多いが、ローバーは「P5」について1958年のデビューから最終型までデザイン変更を最小限に抑えた。この見識は、今日のヒストリックカーとしての安定した人気をもたらしている。
1973年に生産中止されるまでに、11,501台のサルーンと9,099台のクーペが生産された。

## 著名人の愛用例
イギリスの歴代首相、ウィルソン、ヒース、 キャラハン、さらに生産中止後6年を経た1979年に就任したサッチャーの代に至るまで、その公用車にはP5並びにP5Bのサルーンが常に用いられた。
P5の公用車用途での人気は根強く、当時ローバー車を生産していたブリティッシュ・レイランドは、P5Bの生産終了にあたり、最終ロットを英国政府向けの在庫に残したほどで、1980年代前半にジャガー・XJに取って代わられるまで、ロンドンの官庁街には多くのP5Bが走っていた。
エリザベス女王はかつてアーデン・グリーンに塗られた登録番号「JGY 280K」のP5Bサルーンを自らドライブしていた。この車は引退後、英国・ワーウィックシャーのヘリティッジ・モーター・センターに展示されている。

## 日本への輸入
当時の日本にも歴代の輸入代理店である朝日自動車、コーンズ・アンド・カンパニー・リミテッド、新東洋モータースによって、数は少ないながらも継続的に輸入された。